# 이용섭
이용섭(李庸燮, 1951년 8월 11일~)은 대한민국의 공무원, 정치인이다. 정부에서 청장 장관 등을 거쳐 제18·19대 국회의원을 지냈으며, 민선 7기 광주광역시장을 역임했다. 국회인사청문회를 문제 없이 3회(국세청장 행정자치부장관 건설교통부장관) 통과했으며, 중앙정부 지방정부 입법부까지 두루 거친 다양한 국정경험을 기지고 있다.

## 학력
- 함평학다리고등학교 졸업
- 전남대학교 상과대학 무역학 학사
- 미시간 대학교 대학원 경제학 석사
- 성균관대학교 대학원 경제학 박사

## 경력
- 1973.11: 제14회 행정고등고시 합격
- 1985. 12 : 청와대 대통령비서실 행정관
- 1987 6 : 미국 미시간대학교 유학
- 1989.6: 재무부 국세조사과장 조세정책과장 법인세제과장
- 1995.05: 재정경제원 조세정책과장(부이사관)
- 1995.07: 국세심판소 상임심판관
- 1997.12: 국세심판소 상임심판관
- 2002.02: 제20대 관세청장
- 2003.03: 제14대 국세청장
- 2005.04: 청와대 대통령비서실 혁신관리수석비서관
- 2006.03: 제8대 행정자치부 장관
- 2006.12~2008.02: 제14대 건설교통부 장관
- 2008.05~2012.05: 제18대 국회의원 (광주 광산구 을, 통합민주당→민주당→민주통합당)
- 2011.05~2011.12: 민주당 대변인
- 2012.01~2012.12: 민주통합당 정책위원회 의장
- 2012.06~2014.05: 제19대 국회의원 (광주 광산구 을, 민주통합당→민주당→새정치민주연합)
- 2016.01~2016.03: 더불어민주당 비상대책위원회 위원
- 2016.02~2016.04: 더불어민주당 총선정책공약단장
- 2017.05~2018.02: 대통령직속 일자리위원회 부위원장
- 2018.07.01~2022.06.30: 제13대 광주광역시장
- 2018.07: 2019년 세계수영선수권대회 조직위원장
- 2019.07~2022.06: 제11대 한국상하수도협회 협회장
- 2022.12~ : 법무법인 율촌 고문
- 대한민국헌정회 정책연구위원회 의장

## 역대 선거 결과
|  | 73.15% |

|  | 74.67% |

|  | 43.25% |

|  | 84.07% |

## 수상
- 녹조근정훈장(1984)
- 청조근정훈장(2009)
- 18대 국회의원 중 유일하게 '국정감사 NGO모니터단'과 '경실련'으로부터 4년 연속 국정감사우수의원 선정(2008-2011)
- '제12회 백봉 라용균 선생 기념사업회 백봉신사상(2010)
- 한국문화예술유권자총연합회 국정감사 우수의원상(2013)
- 국정감사 NGO모니터단 국정감사 우수의원(2013)

## 저서
- 2023 정치가 바뀌면 세상이 바뀐다
- 2022 인생도 역사도 만남이다
- 2018 일자리 경제
- 2016 벽오동은 겨울에도 푸르다
- 2013 성장과 행복의 동행
- 2010 연어가 민물로 돌아온 까닭은
- 2008 학생 농사꾼에서 장관까지
- 2008 초일류국가를 향한 도전
- 2006 대한민국 희망 에너지 혁신
- 1995-2012 국제조세

## 소속 정당
| 소속 정당 | 소속 정당      | 소속 기간 | 비고      |
| --------- | -------------- | --------- | --------- |
|           | 대통합민주신당 | 2008      | 정계 입문 |
|           | 통합민주당     | 2008      | 합당      |
|           | 민주당         | 2008~2011 | 당명 변경 |
|           | 민주통합당     | 2011~2013 | 합당      |
|           | 민주당         | 2013~2014 | 당명 변경 |
|           | 새정치민주연합 | 2014      | 합당      |
|           | 무소속         | 2014~2016 | 탈당      |
|           | 더불어민주당   | 2016~현재 | 복당      |

## 같이 보기
- 광산구 을
- 광주 광산구의 국회의원
- 대한민국의 관세청장
- 대한민국의 국세청장
- 대한민국의 대통령비서실 수석비서관
- 대한민국의 행정안전부 장관
- 대한민국의 국토교통부 장관
- 광주광역시장